# Medicamento de referência
Medicamento de referência é um medicamento da fabricante que desenvolveu o produto, que o registrou primeiro e, portanto, ela possui a marca registrada. Os medicamentos genéricos e similares são desenvolvidos em formulas oriundas dos medicamentos de referência que caíram em domínio público.
Pelos fabricantes terem que arcar com o desenvolvimento dos medicamentos de referência, eles são mais caros para arcar com os custos em tecnologia para desenvolvê-los.